# All-Star Brasil
All-Star Brasil, é um grupo de rap formado em Abril de 2012 por Eduardo Henrique, Fabricio Nogueira e, anteriormente também pelo rapper Sr. Lil e DGuedz. O grupo em suas músicas aborda os temas como ostentação e festa misturando Rap com funk, Eletrônica e vários outros estilos que fogem do contexto natural dos Rappers Brasileiros. Em 2013 lançaram seu álbum de estréia, Us MLK é Zika e, em 2015, lançaram seu primeiro álbum oficial, Para Sempre.

## História
O grupo All-Star Brasil, surgiu em Abril de 2012 sendo formado por E-Haga, Dj Mall e Dj Alan Honorato. 
O grupo ficou conhecido pelo brasil em 2012 quando lançou o single "Quando o Meu Bonde Passa" que rendeu milhares de acessos no YouTube.
após o sucesso do seu primeiro single, o grupo lança outro single, a canção "Pra Sempre" com a
participação da cantora Luíza Cháo, que foi mais uma das canções responsáveis pelo crescimento popular
do grupo.
No ano de 2013 lançaram mais um single "Quem tá Passando é o Bonde" tendo o videoclipe da canção lançada
23 de Abril do mesmo ano. No dia 12 de Junho de 2013 lançaram seu vídeo "12 de Junho", em uma homenagem ao dia dos namorados e conta a história de amor de um casal que vive no cotidiano paulista.
No dia 19 de Agosto de 2013 o grupo lança mais uma canção de trabalho do ano,
a música "Zika" que alcançou 10.000 acessos no YouTube na primeira semana do lançamento.
No mesmo ano o grupo lança seu Álbum de estúdio de estréia titulado "Us MLK é Zika" pela gravadora Bagua Records,
conténdo 20 faixas, com participações especiais de grandes nomes do rap como, Luíza Cháo, MC Comparsa, MC Florzinha e Lil Tuca.
No dia 03 de Maio de 2015, o grupo lançou seu primeiro álbum digital intitulado All-Star Brasil Para Sempre, gravado na Fábrica De Hits e distribuído pela Baguá Records. Contém 15 faixas, 10 inéditas e 5 já conhecida pelo público.
O grupo tem os seguintes clipes: Quando Meu Bonde Passa, Para Sempre, O Que Tem Pra Hoje, Hoje Ninguém Vai Dormir, Agora, Ocupado, A Onda, Intenções, Ponto Fraco, Vai dar problema, After Particular.
O grupo fecha contrato com a Best Produtora, mesma do Hungria Hip Hop, Misael, Pacificadores, Lana.
O cachê do All-Star Brasil varia de 15 a 20 mil por show.

## Discografia

### Álbuns
- (2013) - Us MLK é Zika
- (2015) - Para Sempre
- (2018) - A onda Pt.1
- (2021) - Melhor Fase
- (2022) - Tempo, pt 1

### Singles
- Quem Tá Passando é o Bonde
- Quando o Meu Bonde Passa
- Pra Sempre (part. Luíza Cháo)
- HollywoodMan
- Jatinho Particular com Lucas Lucco
- Elas Preferem
- Hoje Ninguem Vai Dormir
- Intenções
- Terror da Madrugada
- Formação de Quadrilha
- Agora
- Jardim

### Vídeoclipes
- Quem Ta Passando É O Bonde part. Sr. Lil
- Para Sempre part. Luiza Chao
- Quem Ta Passando É O bonde
- 12 de Junho
- Zika
- O Que Tem Pra Hoje
- Hoje Ninguem Vai Dormir
- Intenções
- Lema
- Agora feat Tribo da Periferia
- A Onda feat Pacificadores